# Stamväg 52

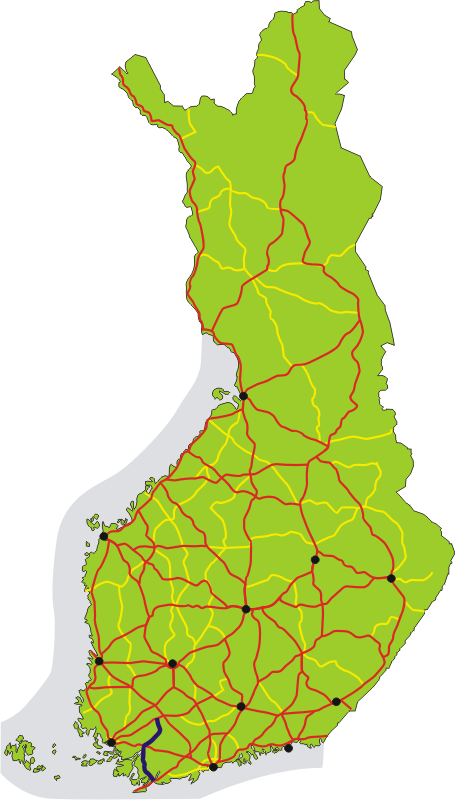
Stamväg 52

Stamväg 52 är en av Finlands huvudvägar. Den utgår från Ekenäs i Raseborg och slutar i Jockis. 

## Sträckning och vägstandard
Vägen går i två landskap, Nyland och Egentliga Finland. Den börjar i korsningen med riksväg 25 i Ekenäs tätort och passerar sedan, i tur och ordning, orterna Tenala (utanför), Bjärnå (utanför), Salo (genom),  Somero (utanför) för att slutligen sluta i korsningen med riksväg 10 i Jockis. Stamväg 52 är 111 kilometer lång. 
Vägsträckan mellan Ekenäs och Somero är normal tvåfältig väg som håller god standard.
Vägsträckan mellan Somero och Jockis är däremot smal och håller mindre god standard. 

## Anslutande vägar
Vägen ansluter till:
- Regionalvägarna med nummer: 111, 182, 186, 110, 280 och 282
- Riksvägarna med nummer: 1 och 10

## Historik
1938 döptes vägsträckan mellan Ekenäs och Salo till stamväg 52. Då var den en smal och krokig grusväg. Under 1960-talet utfördes den första ombyggnaden av vägen mellan Salo och dåvarande Nylands länsgräns (nuvarande Nylands landskapsgräns). I slutet på 1970-talet ombyggdes den resterande vägsträckan mellan Nylands länsgräns och korsningen med nuvarande riksväg 25 i Ekenäs. Under 1960-talet byggdes en helt ny väg (regionalväg 240) mellan Salo och Somero. Från Somero till Jockis fanns det dessförinnan en smal och krokig landsväg som inte förbättrades. 1996 gjordes i Finland en reform av sina vägnummer och härvid fick stamväg 52 sin nuvarande vägsträckning. 

## Ordförklaring
Närmaste sverigesvenska motsvarigheten till termen stamväg är primär länsväg.   